# Kavarskas
Kavarskas est une ville de Lituanie d'environ 700 habitants. C'est l'une des plus petites agglomérations qui a le statut de ville en Lituanie.

## Histoire
Au cours de l'été 1941, la communauté juive de la ville est massacrée dans une exécution de masse perpétrée par un einsatzgruppen d'allemands et de nationalistes lituaniens.